# Польська підпільна держава
«Польська підпільна держава» (пол. Polskie Państwo Podziemne (PPP)) — сукупність державних інституцій цивільного підпілля на теренах окупованої Польщі з вересня 1939 р. до 1945 р., від початку формування руху опору до остаточної ліквідації осередків та організаційних структур П. П. Д. Від 1945 року функції уряду перейняв уряд Польщі у вигнанні.
На етапі формування П. П. Д. поширювала свою діяльність на землі, які були у складі Польщі до 1939 р., зокрема й на сучасні західноукраїнські землі. На цих теренах спочатку діяв Делегат уряду на східні землі, а потім було утворено систему окружних та повітових делегатур. Внаслідок цього неминучими були контакти П. П. Д. з українським населенням та громадськими, військовими й політичними організаціями, які його представляли.

## Передумови утворення цивільного підпілля
Поразка у вересневій кампанії 1939 р. стала для польського населення шоком і зумовила втрату авторитету державної влади у суспільстві. Проте вже у перші місяці окупації почали зароджуватися структури організованого підпілля. Цей рух очолили прем'єр В. Сікорський та генерал М. Карашевіч-Токаржевський, члени еміграційного уряду К. Соснковський, О. Ладось, М. Сейда та ін. «Польська підпільна держава» повинна була стати монолітною структурою, що організовує боротьбу всього суспільства у двох секторах — військовому та цивільному. Специфікою польської ситуації було те, що паралельно із вертикаллю цивільної влади М. Карашевіч-Токаржевський утворив незалежну від неї систему військової адміністрації (Служба Перемоги Польщі, Союз збройної боротьби та Армія Крайова). Система ППД виявилася неповною, оскільки внаслідок домінуючого впливу військових керівників цивільний сектор був певною мірою занедбаний. Злагоджена система державних інституцій почала формуватися тільки у другій половині 1940-го року.

## Тимчасовий Делегат уряду (червень— грудень 1940р.)
Активізація діяльності цивільного сектора організованого підпілля пов'язана із призначенням Тимчасового Делегата уряду на територію всієї окупованої Польщі, посаду якого обійняв досвідчений військовий, полковник Я. Скоробагати-Якубовський, котрий у травні 1940 року переїхав із Франції до Польщі для виконання своєї місії. Одним із основних завдань Тимчасового Делегата уряду була координація діяльності провідних політичних сил для утворення єдиної системи державних органів. Це завдання взяло на себе Бюро координації, яке підпорядковувалося Тимчасовому Делегату уряду. У вересні 1940 року було підготовлено проект утворення конспіративної адміністрації, в якому передбачалося організувати такі департаменти:
- внутрішніх справ
- правосуддя
- праці
- охорони здоров'я
- фінансів
- промисловості
- ремесел та торгівлі
- науки та освіти
- сільського господарства та продовольства
- транспорту та телекомунікацій.

Як свідчать звіти та інші документи, загалом робота Я. Скоробагатого-Якубовського на посаді Делегата уряду була досить успішною, йому вдавалося вирішувати суперечності між різними організаціями й консолідувати польське підпілля. Після того, як 14 грудня 1940 року він передав функції Тимчасового Делегата уряду Ц. Ратайському, поглибився поділ польського підпілля, котре не могло функціонувати як монолітна структура через внутрішньопартійну неузгодженість.

## Структура підпільної влади
ППД створювали на окупованій території з огляду на її поділ у 1939 р.: західні терени, включені до ІІІ Рейху, Генеральне Губернаторство, Східні землі, котрі у 1939 — 1941 рр. належали Радянському Союзові. На кожній з цих територій були специфічні умови, зв'язок між ними був ускладеним і часто неможливим. Тому на першому етапі Другої світової війни інституції «Польської підпільної держави» зароджувалися та незалежно діяли у трьох основних осередках, центрами яких були Варшава, Познань та Львів.
Найуспішнішою була діяльність польських органів влади на території Генерального Губернаторства, що виявилося у розбудові осередків та сфер впливу. Причини цього — в географічному та політичному становищі цих земель, котрі за часів ІІ Речі Посполитої були основою державницьких процесів, мали відповідні ресурси та кадри, а також спиралися на сильні патріотичні настрої місцевого населення.
Крім того, робота підпільників на території, що була анексована Німеччиною, була нейтралізована гестапо та іншими спецслужбами, а на східних землях вона ускладнювалася через міжнаціональні конфлікти та слабкий вплив польських організацій на місцях. Утім існували проблеми всередині підпільних структур. І у Генеральному Губернаторстві, й на інших територіях у колах підпілля не вистачало чіткої, злагодженої системи співдії різних органів, тривалий час залишалася неврегульованою справа стосунків цивільної та військової крайової влади, про що довідуємося із кореспонденції та звітів місцевих органів влади із центральним апаратом — Делегатурою Уряду, яка діяла у Варшаві.

## Система центральних органів
Представницьким органом ППД був Політичний Комітет Порозуміння (ППК), який у березні 1943 р. був перейменований на Крайову Репрезентацію Політичну (КРП), а в грудні того ж року реформований у Раду Єдності Національної (РЄН), котра призначалася Делегатом уряду. Ця організація була чимось на зразок малого парламенту конспіративної Польщі. Представницькі органи ППД не можна вважати законодавчими в прямому значенні, оскільки їхня компетенція та діяльність здійснювалися, в основному, у формі консультацій та подання висновків урядові, що діяв у Лондоні. Формування єдиної централізованої мережі ППД пов'язане з діяльністю Ц. Ратайського та Я. Пікалкевича на посаді Делегата уряду та припадає на період 1941—1943 рр. Єдину адміністрацію складали центральні інституції, які називалися департаментами, а також локальні органи влади, очолювані окружними Делегатами уряду. Окружні делегатури виконували функції довоєнної загальної адміністрації.

## Галузеві органи влади
Департаменти було створено в основних сферах діяльності підпільної влади. У статуті Делегатури Уряду було запроектовано 14, а діяло 12 департаментів: внутрішніх справ, фінансів, освіти і культури, сільського господарства, промисловості та торгівлі, праці та соціальної допомоги, комунікації, пошти та телеграфів, ліквідації наслідків війни, відбудови та громадських робіт, преси та інформації. Більшість департаментів дублювали колишні міністерства Речі Посполитої, і лише три з них були організовані спеціально з огляду на умови війни та окупації. Департаменти виконували свої завдання з неоднаковою ефективністю: якщо в культурно-освітніх програмах та інформаційному секторі робота була досить успішною, то в економічних питаннях вона блокувалася окупаційною владою. Тому у роботі виділено активні, що провадили широку діяльність та мали значний вплив на поточний стан справ і розвиток подій у дорученій їм галузі (Департамент праці та соціальної допомоги, Департамент освіти та культури або Департамент внутрішніх справ), а також пасивні, котрі обмежувались до формального впливу на ситуацію, готуючи звіти, експертні оцінки, розробляючи окремі плани тощо (департаменти сільського господарства, промисловості та торгівлі, конумікації).
Система інституцій «Польської підпільної держави» почала розвиватися восени 1939 р., але рис держави набула у 1941 р. Протягом 1941—1942 рр. було організовано центральні адміністративні органи, які підлягали Делегатові уряду, апогей розвитку яких припадає на 1943 — 1944 рр. Упродовж усього періоду окупації система цивільних органів діяла незалежно від військових структур: Союзу Збройної Боротьби (від пол. Związek Walki Zbrojnej — ZWZ) та Армії Крайової), що призвело до створення двох векторів у внутрішньополітичному житті Польщі й негативно відбилося на функціонуванні державних інституцій. Військова адміністрація намагалася підпорядкувати цивільну, а цивільна — встановити безпосередній контроль над збройними силами опору.

## Місцеві осередки
Територію окупованої Польщі її цивільне підпілля поділило на 15 округів, яким для конспірації було дано спеціальні назви: Акваріум — округ Варшава, Бобри — Полісся, Течія — Сілезія тощо. За територіальну основу діяльності тимчасової урядової адміністрації правили воєводства (згідно з адмінподілом довоєнної Речі Посполитої), що називалися округами, а також повіти та гміни. Формування теренової підпільної влади відбувалося на основі таких критеріїв та принципів:
а) з відновленням держави після окупації й опануванням ситуацією прогнозувалося повернення до адміністративного поділу ІІ Речі Посполитої;
б) під час окупації та у перехідний період для полегшення управління визнавався поділ, упроваджений окупантом, а відхилення від цього принципу допускалися, якщо були продиктовані практичною необхідністю;
в) для території, яка прогнозувалася до включення у польську повоєнну державу, територіальний та адміністративний поділи мали бути встановлені окремо.
Основу місцевої ієрархії складали окружні, повітові та міські делегатури. Організаційну структуру повітової Делегатури Уряду представляли сім основних відділів:
1) безпеки (з адміністративно-правовим),
2) самоврядування,
3) сільського господарства та провізії,
4) санітарний,
5) військовий,
6) технічний,
7) суспільного опору.

## Українське питання
У період Другої світової війни особливо гостро постали наслідки занедбання національно-етнічної проблематики в політиці міжвоєнної Польщі, що часто мотивувало криваві міжнаціональні конфлікти. Українська проблема була предметом суперечок серед провідних діячів ППД. Проте навіть під час Волинської трагедії її лідери не виключали можливості співпраці з українськими підпільними організаціями. На відміну від радикальнішої позиції польських військових керівників, представники цивільного підпілля демонстрували більшу гнучкість та толерантність, зокрема в ухвалах 1943 року (від 14.02, 15.04 , 15.10, 13.12 та ін.). Ці документи свідчать, що діячі «Польської підпільної держави» шукали порозуміння з українцями, апелюючи до їхніх впливових інституцій — греко-католицької церкви через її митрополита Андрея Шептицького та ОУН. Однак, українське питання розглядалося лідерами різних політичних сил досить неоднозначно. Якщо одні обстоювали потребу порозуміння з українським населенням та координацію дій задля спільної боротьби з окупантами, то інші, як-от представники Національної партії, наполягали на неможливості співпраці з українцями та нагнітали атмосферу взаємної ворожнечі.